# Noche Crist
Noche Crist (născută Maria Nicola Olga Ioan; n. 1909 – d. 17 mai 2004) a fost o artistă americană de origine română. Amestecul eclectic de picturi, gravuri, instalații și sculpturi de-a lungul vieții sale a fost unic.

## Viață
Crescută de o mamă delicată, Julieta, care suferea de sănătate, și de mătușa ei capricioasă, Mamoutz, al cărei soț a încurajat-o să picteze încă de când era foarte mică, Noche a supraviețuit celor două războaie mondiale, atât în București, cât și în mediul rural românesc, unde familia avea o mică proprietate. S-a căsătorit cu Șerban Grant în 1938 și a divorțat de el în 1946. După ce a părăsit Bucureștiul în 1947, Crist a continuat să picteze și să scrie la Washington, D.C. folosind o iconografie complexă, în mare parte bazată pe viața ei din România, până cu câteva luni înainte de a muri la vârsta de 95 de ani.
În 1945, l-a întâlnit pe David Crist, un ofițer al Forțelor Aeriene Americane care lucra la Comisia Aliată de Control din București. Acesta a asistat la una dintre expozițiile de artă ale lui Noche de acolo, după ce a cumpărat una dintre acuarele ei, a insistat să o cunoască pe artistă și s-au îndrăgostit. Fiind logodnica lui, a aranjat ca ea să călătorească la Washington de la București, chiar înainte ca comuniștii să preia conducerea guvernului român și s-au căsătorit în 1947.
Noche Crist și-a însoțit soțul în misiunile sale militare în Hawaii și în diferite țări europene, dezvoltându-ți stilul său artistic distinctiv cu puțină sau deloc pregătire formală. A expus în Hawaii, Frankfurt, Paris și în alte părți înainte de a se stabili la Washington, D.C. în 1963.
După mai multe expoziții în diferite locații, a co-fondat Galeria 10 în 1974, unde a participat atât la expoziții de grup, cât și la expoziții personale pe parcursul următoarele două decenii. Sub influența ei, galeria a devenit cunoscută pentru promovarea și prezentarea de noi artiști.
Lucrând cu vopsele acrilice pe decupaje din lemn și mici sculpturi din rășină poliesterică transparentă, Crist a creat imagini care amintesc de copilăria ei petrecută la moșia familiei sale, Ograda, lângă Ploiești. Lucrările ei înfățișează scene onirice, suprarealiste, cu femei parțial îmbrăcate care pozează seducător în decoruri opulente, uneori fantastice. În alte picturi și panouri, ea portretizează femei cu sânii goi și feline împletite senzual. Crist a îmbrățișat tipărirea serigrafică și a experimentat intensiv cu acest mediu. Lucrările sale au câștigat adepți printre patronii de artă, inclusiv Olga Hirshhorn, unul dintre cei mai importanți colecționari de artă din Washington.
În 1984, la Galeria 10, concomitent cu expoziția de artă autobiografică bazată pe Amintiri despre copilăria și viața ei în România, a publicat un catalog al acestor povestiri. Din nou, în 1986, la Galeria 10, ea a continuat acest format cu Amintiri, partea a II-a. Când iubitul ei soț, col. David Crist, a murit în 1988, ea și-a revenit din această pierdere cu ajutorul unui cerc de prieteni care au susținăt-o. Ulterior, a continuat să-și scrie memoriile ca bază pentru scurte producții teatrale în 1989 cu The Decadent Child și 1992 cu The Ladders of Hell la Proiectul Washington pentru Arte .
În 1995, Proiectul Washington pentru Arte a organizat o retrospectivă a 50 de ani ai operei lui Crist numită „Noche Crist: Boudoirs and Lupanars”. În 2002, Centrul de Artă Millennium din Washington a deschis o instalație a operei sale de artă numită „Pinck Room” (Noche a crezut că această ortografie arăta mai degrabă românește), un decor de budoar care prezinta opera ei de artă bidimensională și tridimensională. Ultimii ani i-a petrecut scriind, desenând și realizând mici picturi acasă, unde avea un atelier de peste 40 de ani. Înconjurată de un cerc de prieteni devotați pentru care a fost un catalizator, a murit liniștită acasă. Noche Crist este înmormântată lângă soțul ei la Cimitirul Național Arlington.
În vara anului 2008 (27 mai - 27 iulie), curatorul independent Vivienne M. Lassman a prezentat expoziția Noche Crist: A Romanian Revelation pentru Muzeul Universitar American de la Katzen Arts Center. Lassman a recreat instalația budoarului roz al lui Noche în centrul acestei retrospective postume și a încorporat DVD-uri video și audio editate cu interviuri cu Crist și prietenii ei.
Galeria Vollard a Casei de Cultură din Craiova a expus câteva lucrări alese ale lui Crist din expoziția Universității Americane, ca un omagiu din partea locului de naștere al artistului, în octombrie 2008. Muzeul de Artă din Craiova a acceptat în 2014 donația din partea Custodiei Noche Crist a lucrărilor de artă multidimensionale din expoziția de la Katzen Arts Center și a inaugurat o selecție a acestor lucrări în galeriile sale restaurate Beaux Arts în februarie 2017 intitulată „De la Noche cu dragoste„ care a fost bine primită de comunitatea românească.
Galeria 2112, deținută de Brandon Webster în Washington, DC, a instalat în mai 2018 lucrări ale artistului într-o expoziție intitulată „Noche Crist: Fantastical Visions”, curatoriată de Vivienne Lassman. Aceasta a constat din serigrafii și gravuri, statuete din rășină (prostituate din poliester numite așa de către artist), decupaje și picturi și a fost expusă în stil salon, amintind de modul în care Noche își ținea arta în casa ei.

## Recenzii
- Revista Washington Post despre Revelația românească
- Revista Washington Times despre Revelația românească
- Studiul CAS Connections al Universității Americane despre Revelația Română